# Trilogia del Samurai
La Trilogia del Samurai è una serie di film diretti da Hiroshi Inagaki, con protagonista Toshiro Mifune. La trilogia è tratta da un romanzo di Eiji Yoshikawa sulla vita e le gesta di Musashi Miyamoto, celebre samurai autore de Il libro dei cinque anelli.
I film dai quali essa è composta sono:
- Miyamoto Musashi (1954)
- Zoku Miyamoto Musashi - Ichijōji no kettō (1955)
- Miyamoto Musashi kanketsuhen - Kettō Ganryūjima (1956)

Queste pellicole seguono il percorso di crescita di Miyamoto dalla giovinezza fino alla maturità, culminando nel duello con il suo più grande avversario, Kojirō Sasaki.
In Italia tutti e tre i film sono stati distribuiti in DVD nel 2013 dalla Pulp Video. Per l'occasione sono stati usati i titoli inglese e sono stati aggiunti i sottotitoli italiani, senza eseguire alcun doppiaggio. 

## Influenza culturale
Nella scena finale di Kill Bill: Volume 1, la Sposa uccide O-Ren Ishii con la stessa identica tecnica che Kojirō Sasaki utilizza contro Musashi Miyamoto, anche se con un risultato completamente diverso. Tarantino, inoltre, ha girato la scena quasi in maniera identica al duello finale di Samurai III: in entrambi i film, infatti, prima di sferrare i rispettivi colpi i duellanti corrono parallelamente e, dopo aver utilizzato le loro tecniche, del sangue che gocciola a terra fa intuire al pubblico che uno dei due sia stato colpito, lasciandolo però incerto sull'esito dello scontro. Lo stesso Bill fa riferimento al terzo capitolo della trilogia quando parla di "vecchia scuola" e di un duello all'alba sulla spiaggia.